# Familjen Casagrande: Filmen
Familjen Casagrande: Filmen (originaltitel: The Casagrandes Movie) är en amerikansk animerad äventyrs- och komedifilm från 2024. Den är regisserad av Miguel Puga. Filmen hade premiär på streamingtjänsten Netflix den 22 mars 2024.

## Handling
Filmen kretsar kring familjen Casagrande och i synnerhet dottern Ronnie Anne som under en födelsedagsresa till Mexiko befriar en halvgud som sitter fast i ett berg.

## Rollista (i urval)
- Izabella Alvarez – Ronnie Anne Santiago
- Carlos PenaVega – Bobby Santiago
- Sumalee Montano – Maria Casagrande-Santiago
- Sonia Manzano – Rosa Casagrande
- Ruben Garfias – Hector Casagrande
- Carlos Alazraqui – Carlos Casagrande
- Sergio Aragonés – Paco
- Cristo Fernández